# Bujar Kapexhiu
Bujar Kapexhiu (ur. 22 marca 1944 w Tiranie) – albański reżyser, aktor, scenarzysta filmowy i karykaturzysta. 

## Życiorys
W 1967 ukończył studia w szkole aktorskiej, działającej przy Teatrze Narodowym w Tiranie. Był także jednym z pierwszych absolwentów organizowanych w Albanii kursów dla reżyserów filmowych. W 1968 rozpoczął pracę reżysera w Teatrze Estradowym w Tiranie, a równocześnie prowadził zajęcia ze sztuki aktorskiej w Instytucie Sztuk w Tiranie.
Pracując w Teatrze Estradowym pisał dla tej sceny skecze i kuplety. Był też autorem karykatur, zamieszanych w satyrycznym tygodniku Hosteni. W 1973 wystąpił na XI Festiwalu Piosenki Albańskiej, w podwójnej roli - konferansjera i scenarzysty. Władze partyjne uznały jego teksty za zbyt liberalne i modernistyczne. W ramach represji został wyrzucony z teatru i przez dwa lata pracował jako zwykły robotnik w fabryce. W 1975 doczekał się rehabilitacji. W 1980 ukończył studia z zakresu grafiki i trafił do Studia Filmowego Nowa Albania (alb. Kinostudio Shqipëria e Re), gdzie razem z malarzem Vlashem Droboniku zajął się tworzeniem od zera sekcji filmów animowanych. Do roku 1985 zrealizował 20 filmów animowanych.
W początkach lat 90. XX w. zaangażował się w działalność opozycji demokratycznej, na łamach prasy opublikował kilkadziesiąt karykatur politycznych. W latach 1993–1996 pełnił funkcję rektora Akademii Sztuk Pięknych w Tiranie. W 1997 zrezygnował z pracy naukowej i poświęcił się pracy w prywatnej firmie Art-vizual.
Wielokrotnie nagradzany za filmy animowane, doczekał się także wyróżnienia na III Festiwalu Filmu Bałkańskiego w Stambule za obraz Zhgarravinat (film wyróżniono także na festiwalu filmów animowanych w Neapolu). Przez władze Albanii został uhonorowany tytułem Zasłużonego Artysty (alb. Artist i Merituar), a także orderem Nderi i Kombit. Obecnie jest wykładowcą Uniwersytetu Europejskiego w Tiranie.
W życiu prywatnym żonaty (żona Veda), ma dwoje dzieci.

## Filmy wyreżyserowane

### Filmy animowane
- 1976: Pika e ujit
- 1976: Majlinda dhe zogu i vogël
- 1976: Lisharsi
- 1976: Kaliza e grurit
- 1977: Shoferi i vogel
- 1977: Zhgarravinat
- 1978: MI-RE-LA
- 1980: Dordoleci
- 1981: Stop, kundravajtje
- 1983: Pipiruku pret dy miq
- 1984: Zogu pushbardhe
- 1985: Plumb ballit

### Filmy fabularne
- 1986: Dy herë mat
- 1987: Tela për violinë
- 1988: Stolat në park
- 1989: Edhe kështu edhe ashtu

## Role aktorskie
- 1967: Duel i heshtur jako Bepini
- 1970: Gjurma
- 1970: I teti ne bronz jako Spiro
- 1986: Dy herë mat jako Ilo Pinci